# Aeropuerto Internacional de Campo Grande
El Aeropuerto Internacional de Campo Grande (IATA: CGR, OACI: SBCG), también informalmente llamado Aeropuerto Antônio João, por el barrio en el que se encuentra situado, es un aeropuerto que sirve a la ciudad de Campo Grande, Brasil.

Algunas de las instalaciones son compartidas con la Base Aérea de Campo Grande de la Fuerza Aérea Brasileña.

## Historia
El aeropuerto fue oficialmente abierto en 1953 y la terminal de pasajeros en el año 1964.
Desde 1975 es operado por Infraero. Durante los 1980s la terminal de pasajeros fue agrandada de 1.500m² a 5.000m² y en 1998 a 6.082 m².

## Aerolíneas y destinos

### Destinos
| Aerolíneas                    | Ciudades                                                 | Alianza |
| ----------------------------- | -------------------------------------------------------- | ------- |
| Azul Líneas Aéreas 2 destinos | Nacionales: (2) Campinas / Cuiabá                        | N/A     |
| Gol Linhas Aéreas 2 destinos  | Nacionales: (2) Brasília / São Paulo-GRU                 | N/A     |
| LATAM Brasil 3 destinos       | Nacionales: (3) Brasília / São Paulo-CGH / São Paulo-GRU | N/A     |

## Acceso
El aeropuerto está ubicado a 7 km del centro de Campo Grande. Y se accede a ella por la Avenida Duque de Caixas.